# 岩田欣三
岩田 欣三（いわた きんぞう、1898年2月5日 - 1986年6月5日）は、翻訳家、医師。本名・良吉。
東京生まれ。1925年東京帝国大学英文科卒。45年日本医科大学卒。法政大学教授。
W・H・ハドソン、ロバート・ルイス・スティーヴンソン、ジャック・ロンドン、アーサー・ランサムなど、少年向けの英国小説を訳した。岩田良吉、欣三双方の名を用いた。

## 翻訳
（岩田良吉）
- ラ・プラタの博物学者 W・H・ハドソン 岩波文庫 1934
- ジーキル博士とハイド氏 スティーヴンスン 岩波文庫 1935
- 若い人々のために スティーヴンスン 岩波文庫 1937

（岩田欣三）
- ドクトルの手記 正続 アクセル・ムンテ 青木書店 1940-1941
- びんの小鬼 スチヴンスン 中央公論社 1949（ともだち文庫）
- 宝島 ロバート・ルイ・スチヴンスン 中央公論社 1949
- フロレンス・ナイチンゲール ラモンド（良吉）大日本雄弁会講談社 1949
- 名犬ラッド ターヒューン 岩波少年文庫 1951
- 荒野の呼び声 ジャック・ロンドン 岩波文庫 1954
- ツバメ号とアマゾン号 アーサー・ランサム 神宮輝夫共訳 岩波少年文庫 1958
- 白いきば ロンドン 少年少女世界文学全集 講談社 1961
- アーサー・ランサム全集 5 オオバンクラブの無法者 岩波書店 1967
- アーサー・ランサム全集 3 ヤマネコ号の冒険 岩波書店 1968
- アーサー・ランサム全集 9 六人の探偵たち 岩波書店 1968

## 参考
- 日本児童文学大事典

| スタブアイコン | サブスタブ | この項目は、まだ閲覧者の調べものの参照としては役立たない、人物に関連した書きかけの項目です。この項目を加筆・訂正などしてくださる協力者を求めています（P:人物伝/PJ:人物伝）。 |